# La Souche
 La Souche  es una población y comuna francesa, ubicada en la región de Ródano-Alpes, departamento de Ardèche, en el distrito de Largentière y cantón de Thueyts.

## Demografía
| 424 | 385 | 334 | 312 | 288 | 290 |
| Para los censos de 1962 a 1999 la población legal corresponde a la población sin duplicidades (Fuente: INSEE [Consultar]) |     |     |     |     |     |